# فيك بيرتون
فيك بيرتون (بالإنجليزية: Vic Berton)‏ هو مدير مواهب أمريكي، ولد في 7 مايو 1896 في شيكاغو في الولايات المتحدة، وتوفي في 26 ديسمبر 1951 في هوليوود في الولايات المتحدة.

## وصلات خارجية
- فيك بيرتون على موقع IMDb (الإنجليزية)
- فيك بيرتون على موقع ميوزك برينز (الإنجليزية)
- فيك بيرتون على موقع أول ميوزيك (الإنجليزية)
- فيك بيرتون على موقع ديسكوغز (الإنجليزية)